# Teatro Dal Verme

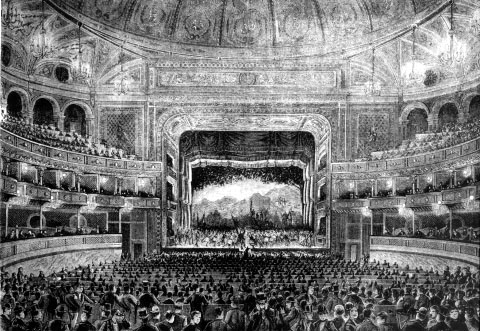
Interno, 1875 circa

Il Teatro Dal Verme è uno storico teatro di Milano. Un tempo era un prestigioso teatro lirico e vi si tenevano dibattiti politici. Oggi è utilizzato per concerti di musica, soprattutto classica, e proiezioni cinematografiche.

## Storia
Negli anni '60 del XIX secolo, nella stessa area sorgeva il politeama Ciniselli, una sorta di circo-teatro, dove si esibiva Gaetano Ciniselli, famoso cavallerizzo, alternandosi con compagnie di prosa e allestimenti di melodrammi. L'affluenza del pubblico, di estrazione popolare, aveva reso la zona turbolenta ed erano sorte molte proteste da parte degli abitanti del quartiere residenziale limitrofo. Gli edifici accanto al politeama erano di proprietà del conte Francesco Dal Verme (1823-1899) che nel 1864, per sedare le polemiche dei suoi affittuari, comprò il terreno e fece edificare il teatro omonimo. Il progetto del teatro fu affidato dalla famiglia Dal Verme all'architetto Giuseppe Pestagalli, che ideò un teatro che avrebbe avuto tremila posti, la tipica forma a ferro di cavallo dei teatri lirici, e due ordini di palchi sormontati dal grandissimo loggione (che aveva, da solo, 1400 posti). 
Il teatro fu inaugurato il 14 settembre 1872, dopo un anno e mezzo di lavori, con Gli ugonotti di Giacomo Meyerbeer. 
Il successivo 5 dicembre avviene la prima di I promessi sposi di Amilcare Ponchielli nel successo della seconda versione con Teresa Brambilla, il 19 aprile 1873 va in scena la terza versione ed il successivo 26 ottobre la quarta versione.
Il 4 dicembre 1873 avviene la prima di Morovico di Cesare Dominiceti. Nel 1874 avviene la prima di Una vita per lo Zar diretta da Franco Faccio e nel 1876 di Le val d'Andorre di Fromental Halévy. 
Al teatro debuttarono molti astri nascenti della lirica, tra cui Giacomo Puccini con Le Villi nella prima assoluta del 1884 e nella quarta versione del 1889 con Michele Mariacher e Ruggero Leoncavallo con Pagliacci nel 1892 con Fiorello Giraud, Adelina Stehle, Victor Maurel, Mario Ancona e la direzione di Arturo Toscanini. 
Nel 1889 ospitò il primo campionato italiano di lotta greco-romana, organizzato su impulso de La Gazzetta dello Sport, che fu vinto da Ernesto Castelli della Società Atletica Milanese. Dieci anni più tardi ospitò il terzo campionato mondiale di sollevamento pesi.
Sempre in questo teatro vi fu la prima italiana de La vedova allegra di Franz Lehár, il 27 aprile 1907. Trovarono qui la loro sede anche le rappresentazioni del Teatro futurista di Filippo Tommaso Marinetti. I giovani Arturo Toscanini e Pietro Mascagni effettuarono in questo teatro le loro prime esibizioni pubbliche. Il 18 dicembre 1925 vi fu la prima assoluta con successo di Cin Ci La.
Il teatro fu distrutto dai bombardamenti statunitensi nel 1943 e restaurato nel 1946 non più come teatro lirico ma come cinematografo. 
Nel 1981 il Comune di Milano ne acquisì la proprietà e fu solo alla fine degli anni '90 che fu avviata una ristrutturazione per adibirlo a sala concerti. Venne inaugurato nel 2001. La nuova struttura è costituita da una sala da 1500 posti, una più piccola da 200 posti e un ambiente per mostre e conferenze. Il Teatro Dal Verme è oggi sede della Fondazione Pomeriggi musicali ed Itinerari Culturali. Dal 2015 al 2018 si sono svolte delle serate musicali dedicate ad artisti e autori della musica italiana intitolato Una serata...Bella,  programma televisivo in onda su Rete 4.

## Musica ed eventi
Offre un vasto panorama di musica classica, sinfonica, rock e jazz.
Annualmente ospita alcuni eventi del Festival "La Milanesiana", con la partecipazione di scrittori, filosofi, musicisti e personaggi internazionali della cultura.